# Triclinium

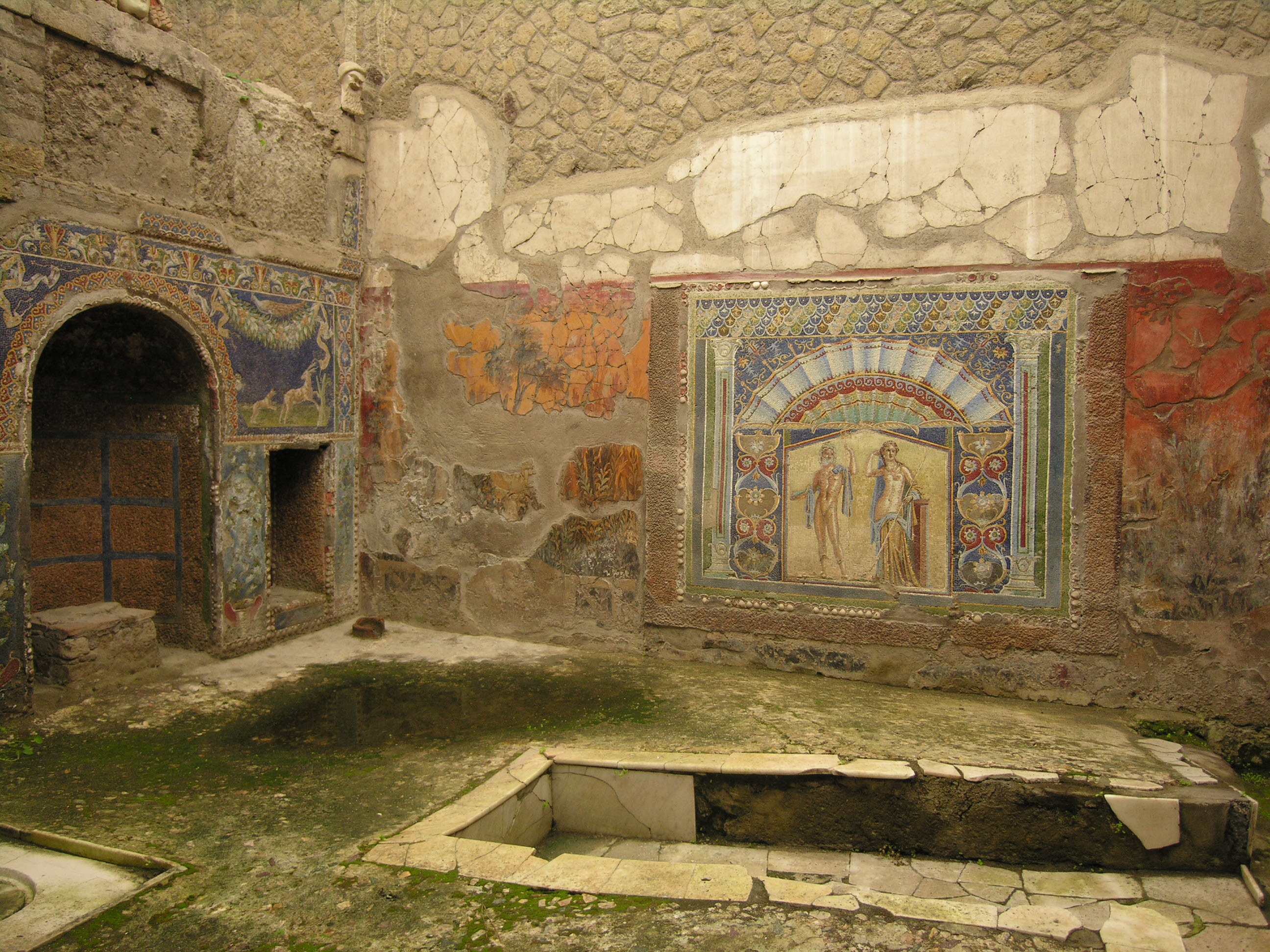
Triclinium d'été, maison de Neptune et d'Amphitrite, Herculanum.

Le triclinium (dérivé du grec κλινη, klinê, c'est-à-dire « lit de table ») était chez les Romains la salle de réception / salle à manger d'une domus, et comportant une table et des lits de banquet.

## Agencement

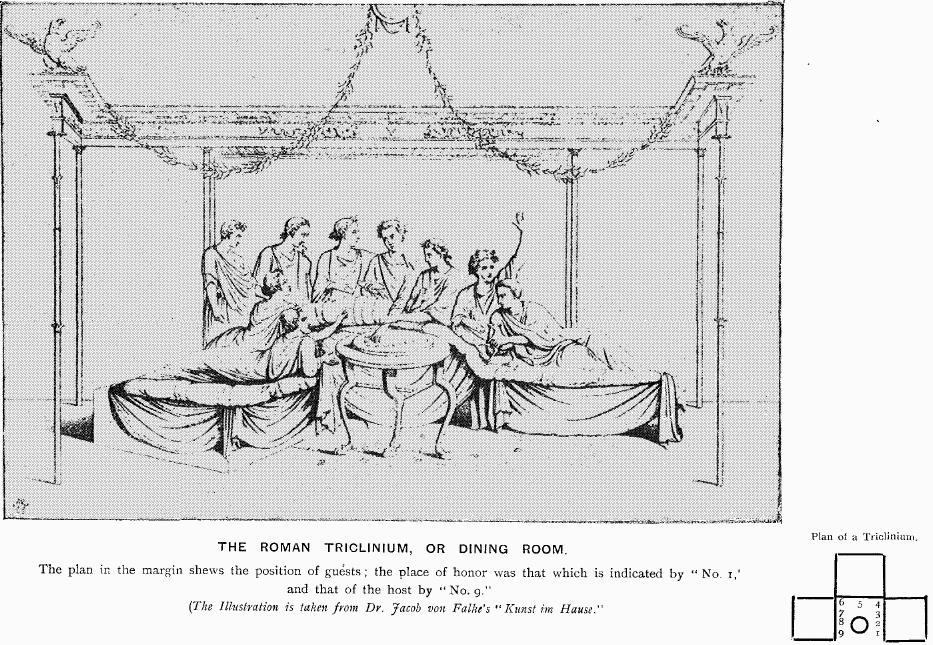
Triclinium, dessin du XIXe siècle.

La table, ronde ou carrée, appelée mensa, occupe une position centrale. Elle peut être fixe comme peuvent l'être les lits eux-mêmes. Dans ce cas, ils sont en maçonnerie.

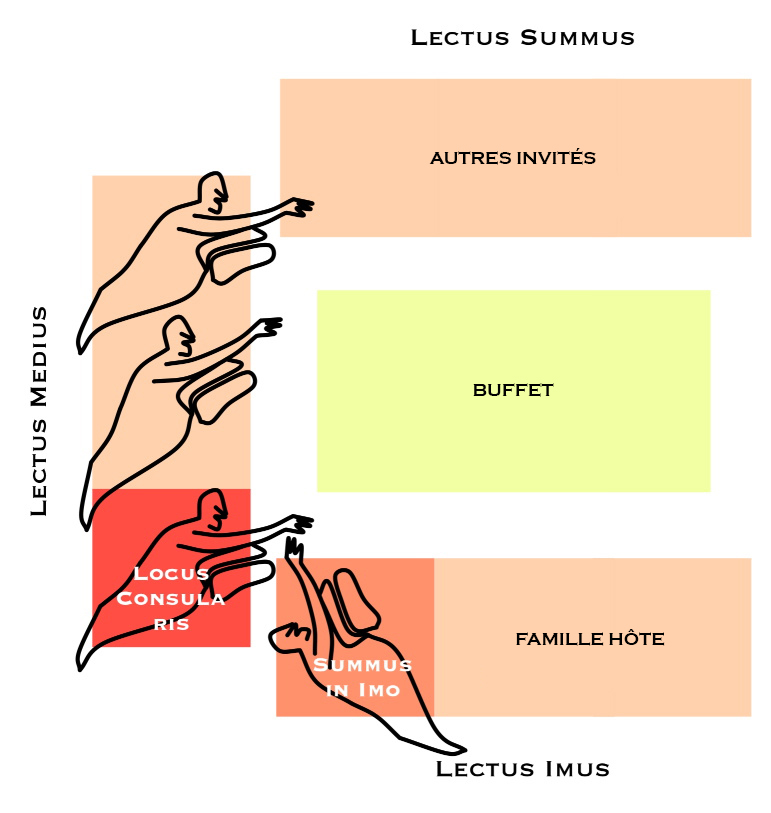
Placement des convives dans le triclinium.

Trois lits (lectus triclinaris) sont disposés en fer à cheval autour de la table, le dernier côté restant libre pour le service. Chaque lit peut recevoir trois personnes, couchées transversalement vers la table. Les convives s'appuient sur le coude gauche. Leur situation autour de la table était régie par des règles strictes. En regardant le schéma donné ci-contre, le lit du bas, qui s'appelle lectus imus, accueille le maître de maison et sa famille. Le lit central, qui s'appelle lectus medius, et qui n'a pas de vis-à-vis, accueille les invités que l'on souhaite honorer. Sa meilleure place est celle de droite et s'appelle locus consularis. Le lit du haut, qui s'appelle lectus summus, est destiné aux autres convives. Des variantes plus simples se composaient de deux lits (biclinium) face à face.

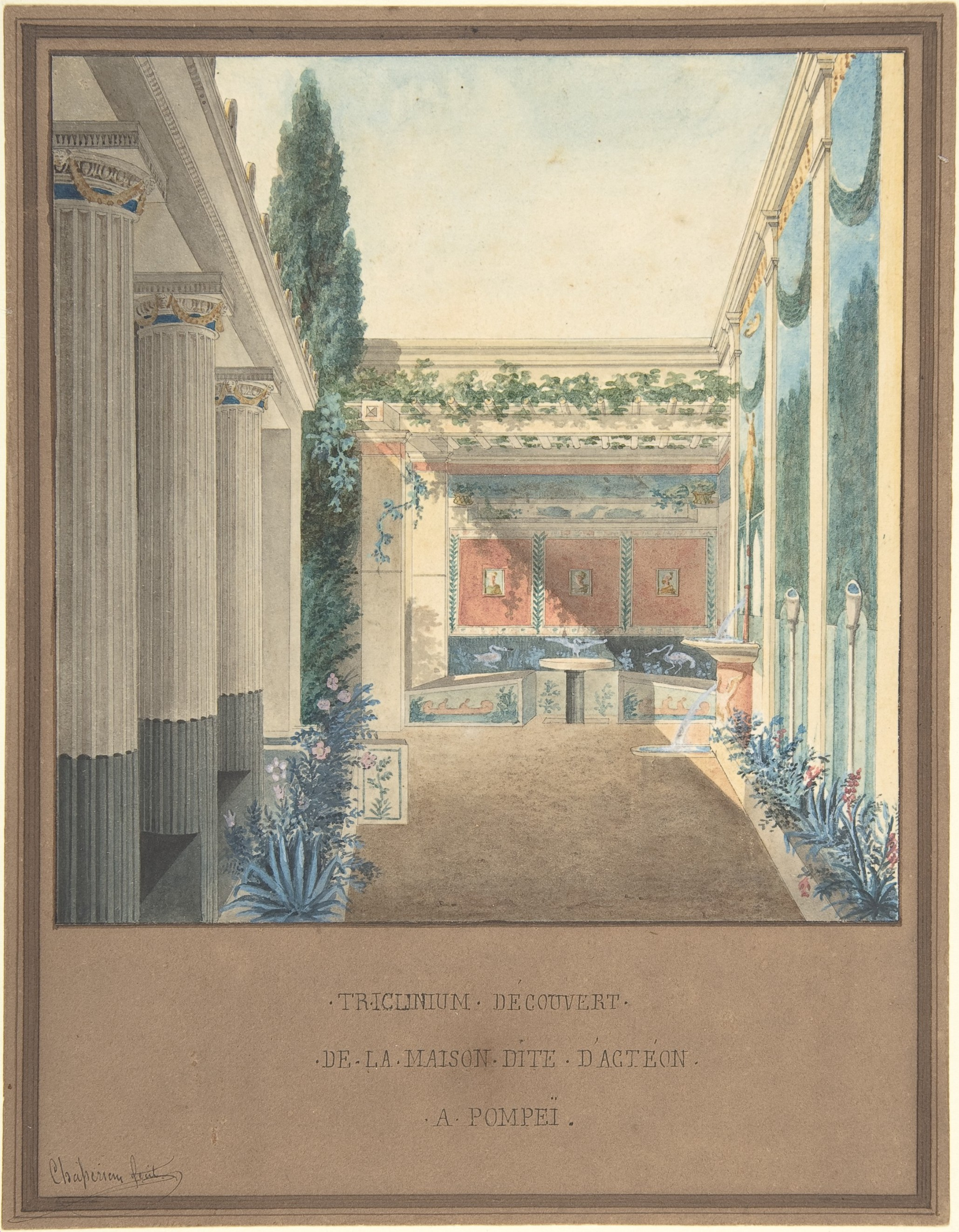
Charles Frédéric Chassériau (1802-1856), Triclinium découvert de la maison dite d'Actéon à Pompéi (1824), conservé au Metropolitan Museum of Art, New York.

Ce schéma peut se répéter plusieurs fois dans le triclinium si le nombre de convives l'impose. Un triclinium est généralement conçu pour trente-six convives au plus.
La bienséance voulait que les enfants et les jeunes filles qui prenaient part au repas soient assis au pied des lits. La maîtresse de maison pouvait aussi dîner assise, ce qui lui accordait la distance propre à sa respectabilité et lui facilitait la surveillance du service.
Le triclinium pouvait aussi être installé en extérieur, dans une cour ou un jardin, pour les dîners d'été avec des lits en maçonnerie. La maison de Neptune et d'Amphitrite à Herculanum est un exemple de triclinium d'été bien conservé, luxueusement décoré d'un nymphée et de mosaïques murales.

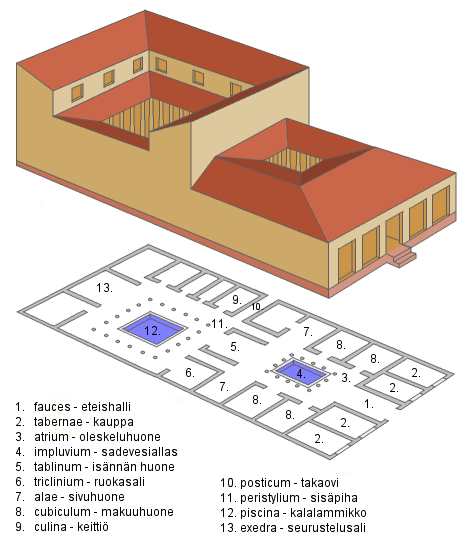
Plan et maquette d'une villa suburbaine de type pompéien, avec le triclinium en 6.

## Origine du banquet romain

Monterozzi, Tombe des léopards montrant une scène du banquet à trois convives chez les Étrusques.

Ces usages du repas viennent chronologiquement du banquet grec, le symposium, lui-même adopté par les Étrusques (voir les fresques des nécropoles de Monterozzi, et les dessus de sarcophages figurés entre autres, où se trouvent indifféremment hommes et femmes, ou les deux ensemble) et que les Romains ont repris ensuite dans leurs coutumes.
Ainsi une des tombes reconstituées du musée archéologique national de Tarquinia où les fresques originales du site de Monterozzi ont été détachées puis transférées, est nommée « tombe du triclinium » bien qu'elles anticipent l'époque romaine.